# Agentur (Europäische Union)
Die Agenturen der Europäischen Union sind Einrichtungen der Europäischen Union mit meist eigener Rechtsfähigkeit. Sie sollen die Mitgliedstaaten und deren Bürgerschaft unterstützen. Ihre Standorte sind über die EU verteilt und erfüllen so den Wunsch nach Standortdiversifizierung. Im Gegensatz zu den Organen der Europäischen Union werden sie nicht durch die Gründungsverträge (Primärrecht), sondern durch Rechtsakte der Organe (Sekundärrecht) gegründet.
Eine Sonderstellung nehmen die Exekutivagenturen ein: Sie werden von der Europäischen Kommission gegründet und mit der Verwaltung von Unionsprogrammen beauftragt. Sie sind nicht auf Dauer, sondern für einen begrenzten Zeitraum eingerichtet und im Rang einer Generaldirektion der Europäischen Kommission gleichgestellt. Im Unterschied zu den anderen Agenturen müssen sie am Sitz der Europäischen Kommission, also in Brüssel oder Luxemburg, angesiedelt sein.

## Dezentrale Agenturen
| Offizieller Name | Abkürzung   | Website             | Standort           | Staat        | Gründung | Anmerkungen |
| --- | ----------- | ------------------- | ------------------ | ------------ | -------- | --- |
| Europäisches Zentrum für die Förderung der Berufsbildung                                                               | Cedefop     | cedefop.europa.eu   | Thessaloniki       | Griechenland | 1975     | |
| Europäische Stiftung zur Verbesserung der Lebens- und Arbeitsbedingungen                                               | EUROFOUND   | eurofound.europa.eu | Dublin             | Irland       | 1975     | |
| Drogenagentur der Europäischen Union                                                                                   | EUDA        | euda.europa.eu      | Lissabon           | Portugal     | 1993     | bis 1. Juli 2024: Europäische Beobachtungsstelle für Drogen und Drogensucht                                                                                              |
| Amt der Europäischen Union für Geistiges Eigentum                                                                      | EUIPO       | euipo.europa.eu     | Alicante           | Spanien      | 1994     | bis 23. März 2016: Harmonisierungsamt für den Binnenmarkt (Marken, Muster und Modelle) (HABM)                                                                            |
| Übersetzungszentrum für die Einrichtungen der Europäischen Union                                                       | CdT         | cdt.europa.eu       | Luxemburg          | Luxemburg    | 1994     | |
| Europäische Umweltagentur                                                                                              | EEA         | eea.europa.eu       | Kopenhagen         | Dänemark     | 1994     | |
| Europäische Stiftung für Berufsbildung                                                                                 | ETF         | etf.europa.eu       | Turin              | Italien      | 1994     | |
| Europäische Arzneimittel-Agentur                                                                                       | EMA         | ema.europa.eu       | Amsterdam          | Niederlande  | 1995     | bis 2009: Europäische Agentur zur Beurteilung von Arzneimitteln (EMEA); 2019 Umzug von London nach Amsterdam nach Brexit                                                 |
| Gemeinschaftliches Sortenamt                                                                                           | CPVO        | cpvo.europa.eu      | Angers             | Frankreich   | 1995     | |
| Europäische Agentur für Sicherheit und Gesundheitsschutz am Arbeitsplatz                                               | EU-OSHA     | osha.europa.eu      | Bilbao             | Spanien      | 1996     | |
| Europäisches Polizeiamt                                                                                                | Europol     | europol.europa.eu   | Den Haag           | Niederlande  | 1999     | im Rahmen der PJZS gegründet |
| Institut der Europäischen Union für Sicherheitsstudien                                                                 | EUISS / ISS | iss.europa.eu       | Paris              | Frankreich   | 2001     | im Rahmen der GASP gegründet |
| Agentur der Europäischen Union für die Aus- und Fortbildung auf dem Gebiet der Strafverfolgung                         | EPA / CEPOL | cepol.europa.eu     | Budapest           | Ungarn       | 2001     | im Rahmen der PJZS gegründet; 2014 Umzug aus Bramshill (UK) nach Budapest; bis 1. Juli 2016: Europäische Polizeiakademie (Name durch Verordnung (EU) 2015/2219 geändert) |
| Agentur der Europäischen Union für justizielle Zusammenarbeit in Strafsachen                                           | Eurojust    | eurojust.europa.eu  | Den Haag           | Niederlande  | 2002     | im Rahmen der PJZS gegründet |
| Europäische Behörde für Lebensmittelsicherheit                                                                         | EFSA        | efsa.europa.eu      | Parma              | Italien      | 2002     | |
| Europäische Agentur für die Sicherheit des Seeverkehrs                                                                 | EMSA        | emsa.europa.eu      | Lissabon           | Portugal     | 2002     | |
| Satellitenzentrum der Europäischen Union                                                                               | EUSC        | eusc.europa.eu      | Torrejón de Ardoz  | Spanien      | 2002     | im Rahmen der GASP gegründet |
| Europäische Agentur für Flugsicherheit                                                                                 | EASA        | easa.europa.eu      | Köln               | Deutschland  | 2003     | |
| Agentur der Europäischen Union für das Weltraumprogramm                                                                | EUSPA       | euspa.europa.eu     | Prag               | Tschechien   | 2004     | bis 2021: Agentur für das Europäische GNSS (GSA) |
| Europäische Verteidigungsagentur                                                                                       | EDA         | eda.europa.eu       | Brüssel            | Belgien      | 2004     | im Rahmen der GASP gegründet |
| Eisenbahnagentur der Europäischen Union                                                                                | ERA         | era.europa.eu       | Valenciennes/Lille | Frankreich   | 2004     | bis 11. Mai 2016: Europäische Eisenbahnagentur (Name durch Verordnung (EU) 2016/796 geändert)                                                                            |
| Europäische Agentur für die Grenz- und Küstenwache                                                                     | Frontex     | frontex.europa.eu   | Warschau           | Polen        | 2005     | bis 6. Oktober 2016: Europäische Agentur für die operative Zusammenarbeit an den Außengrenzen der Mitgliedstaaten der Europäischen Union                                 |
| Europäische Fischereiaufsichtsagentur                                                                                  | EFCA        | efca.europa.eu      | Vigo               | Spanien      | 2005     | |
| Agentur der Europäischen Union für Cybersicherheit                                                                     | ENISA       | enisa.europa.eu     | Iraklio            | Griechenland | 2005     | bis zum 28. Juni 2019: Europäische Agentur für Netz- und Informationssicherheit                                                                                          |
| Europäisches Zentrum für die Prävention und die Kontrolle von Krankheiten                                              | ECDC        | ecdc.europa.eu      | Stockholm          | Schweden     | 2005     | |
| Europäisches Institut für Gleichstellungsfragen                                                                        | EIGE        | eige.europa.eu      | Vilnius            | Litauen      | 2006     | |
| Agentur der Europäischen Union für Grundrechte                                                                         | FRA         | fra.europa.eu       | Wien               | Österreich   | 2007     | |
| Europäische Chemikalienagentur                                                                                         | ECHA        | echa.europa.eu      | Helsinki           | Finnland     | 2007     | |
| Agentur für die Zusammenarbeit der Energieregulierungsbehörden                                                         | ACER        | acer.europa.eu      | Ljubljana          | Slowenien    | 2009     | |
| Agentur zur Unterstützung des GEREK                                                                                    | BEREC       | berec.europa.eu     | Riga               | Lettland     | 2010     | |
| Europäisches Unterstützungsbüro für Asylfragen                                                                         | EASO        | easo.europa.eu      | Valletta           | Malta        | 2010     | |
| Europäische Bankenaufsichtsbehörde                                                                                     | EBA         | eba.europa.eu       | Paris              | Frankreich   | 2011     | Mai 2019: Umzug von London nach Paris im Zuge des Brexit |
| Europäische Wertpapier- und Marktaufsichtsbehörde                                                                      | ESMA        | esma.europa.eu      | Paris              | Frankreich   | 2011     | |
| Europäische Aufsichtsbehörde für das Versicherungswesen und die betriebliche Altersversorgung                          | EIOPA       | eiopa.europa.eu     | Frankfurt am Main  | Deutschland  | 2011     | |
| Europäische Agentur für das Betriebsmanagement von IT-Großsystemen im Raum der Freiheit, der Sicherheit und des Rechts | eu-LISA     | eulisa.europa.eu    | Tallinn            | Estland      | 2012     | |
| Abwicklungsgremium des Einheitlichen Bankenabwicklungsmechanismus                                                      | SRB         | srb.europa.eu       | Brüssel            | Belgien      | 2015     | |
| Europäische Arbeitsbehörde                                                                                             | ELA         | ela.europa.eu       | Bratislava         | Slowakei     | 2019     | |
| Europäische Behörde zur Bekämpfung von Geldwäsche und Terrorismusfinanzierung                                          | AMLA        | amla.europa.eu      | Frankfurt am Main  | Deutschland  | 2024     | |

## Exekutivagenturen
| Offizieller Name                                                             | Abkürzung | Website             | Standort  | Staat     | Gründung | Anmerkungen |
| ---------------------------------------------------------------------------- | --------- | ------------------- | --------- | --------- | -------- | --- |
| Exekutivagentur für kleine und mittlere Unternehmen                          | EASME     | ec.europa.eu/easme  | Brüssel   | Belgien   | 2003     | 2003–2007: Exekutivagentur für intelligente Energie (IEEA), 2007–2014: Exekutivagentur für Wettbewerbsfähigkeit und Innovation (EACI) |
| Exekutivagentur für Verbraucher, Gesundheit, Landwirtschaft und Lebensmittel | CHAFEA    | ec.europa.eu/chafea | Luxemburg | Luxemburg | 2005     | 2005–2008: Exekutivagentur für das Gesundheitsprogramm (PHEA), 2008–2014: Exekutivagentur für Gesundheit und Verbraucher (EAHC)       |
| Exekutivagentur Bildung, Audiovisuelles und Kultur                           | EACEA     | eacea.ec.europa.eu  | Brüssel   | Belgien   | 2006     | |
| Exekutivagentur für Innovation und Netze                                     | INEA      | ec.europa.eu/inea   | Brüssel   | Belgien   | 2006     | 2006–2013: Exekutivagentur für das transeuropäische Verkehrsnetz (EA TEN-V)                                                           |
| Exekutivagentur des Europäischen Forschungsrates                             | ERC       | erc.europa.eu       | Brüssel   | Belgien   | 2007     | |
| Exekutivagentur für die Forschung                                            | REA       | ec.europa.eu/rea    | Brüssel   | Belgien   | 2007     | |

## Agenturen der Europäischen Atomgemeinschaft
| Offizieller Name                                                                                             | Abkürzung | Website              | Standort  | Staat     | Gründung | Anmerkungen |
| --- | --------- | -------------------- | --------- | --------- | -------- | ----------- |
| Euratom-Versorgungsagentur                                                                                   | ESA       | ec.europa.eu/euratom | Luxemburg | Luxemburg | 1958     |             |
| Europäisches gemeinsames Unternehmen für den ITER und die Entwicklung der Fusionsenergie (Fusion for Energy) | F4E       | f4e.europa.eu        | Barcelona | Spanien   | 2007     |             |

## Weitere Einrichtungen
| Offizieller Name                                     | Abkürzung | Website       | Standort | Staat  | Gründung | Anmerkungen |
| ---------------------------------------------------- | --------- | ------------- | -------- | ------ | -------- | ----------- |
| Europäisches Institut für Innovation und Technologie | EIT       | eit.europa.eu | Budapest | Ungarn | 2008     |             |

## Ehemalige Agenturen
| Offizieller Name                                                          | Abkürzung | Website | Standort     | Staat        | Gründung | Anmerkungen |
| ------------------------------------------------------------------------- | --------- | ------- | ------------ | ------------ | -------- | --- |
| Europäische Stelle zur Beobachtung von Rassismus und Fremdenfeindlichkeit | EUMC      | -       | Wien         | Österreich   | 1997     | Mit der EU-Ratsverordnung 168/2007 wurde die Arbeit der Agentur von der Agentur der Europäischen Union für Grundrechte übernommen. |
| Europäische Agentur für den Wiederaufbau                                  | EAR       | -       | Thessaloniki | Griechenland | 2000     | Mit der EU-Ratsverordnung 1756/2006 wurde die Arbeit der Agentur zum 31. Dezember 2008 eingestellt.                                |

## Gesamtschau, Dachverband
Die 45 (Stand Februar 2017, EIT nicht mitgezählt) Agenturen wurden unabhängig voneinander, manche bei Bedarf aufgrund besonderer Situationen (z. B. Bankenkrise) ohne Gesamtkonzept eingerichtet. Es existiert ein Dachverband dieser Agenturen, ein Agenturnetzwerk mit jährlich wechselndem Vorsitz, der im März 2017 von EFSA übernommen wird. Die in Summe 9.500 Mitarbeiter der Agenturen stellen 1/6 des gesamten Personalstands der europäischen Verwaltung und erhalten mit 1,2 Milliarden Euro im Jahr 2015 nicht ganz 0,8 Prozent des EU-Budgets.
Die Bedeutung der Europäischen Agenturen nimmt kontinuierlich zu. Viele für Wirtschaft und Verbraucher der EU relevante Fragen des EU-Binnenmarktes haben das Europäische Parlament und der Ministerrat in die Hände Europäischer Agenturen gelegt.
Die Rechtsstellung sowie die Aufgaben und die Befugnisse der einzelnen Agenturen ergeben sich aus den jeweiligen EU-Rechtsakten. Der Aufbau ihrer Organe sowie die Verfahren ihrer Entscheidungsbildung sind ebenfalls in den jeweiligen EU-Rechtsakten geregelt. Ein allgemeines Verwaltungsverfahrensrecht auf EU-Ebene fehlt bislang. In Streitfällen greift der Europäische Gerichtshof daher auf die den gemeinschaftlichen Besitzstand (acquis communautaire) sowie auf die Gemeinsamkeiten in den Vorschriften zum Verwaltungsverfahren in den einzelnen Mitgliedstaaten zurück.
In Österreich arbeiten derzeit Agenturen mit in Summe 100 Mitarbeitern.